# 1811 en Grèce ottomane
Chronologie de la Grèce ottomane
- 1807
- 1808
- 1809
- 1810
- 1811
- 1812
- 1813
- 1814
- 1815

Cette page concerne les évènements survenus en 1811 en Grèce ottomane  :

## Naissance
- Panagiótis Aravantinós (el), personnalité politique.
- Konstantínos Iatrás (ru), peintre.
- Lýsandros Kaftantzóglou (el),architecte et professeur d'université.
- Andréas Koromilás (el), éditeur.
- Diomidís Kyriákos, écrivain et président du parlement hellénique.
- Andréas Laskarátos, poète satirique et écrivain.
- Vasíleos An. Petimezás (el), militaire et personnalité politique.
- Geórgios Skouzés (el), marchand et banquier.
- Hasan Tahsini (en), astronome, mathématicien, philosophe et militant des droits albanais.
- Andréas Vlantís (el), avocat et philologue.
- Gerásimos Zochiós (el), militaire et personnalité politique.

## Décès
- Georg Koës, philologue danois.
- Dimítrios Varoúchas (de), combattant pour l'indépendance de la Grèce.